# Pukewao
Pukewao est une localité du coin sud-est de la région du Southland de l’Île du Sud de la Nouvelle-Zélande .

## Situation
Elle est localisée dans l'intérieur des terres en regard de la baie de Toetoes dans la partie ouest de la côte des  Catlins, et les villages proches comprennent Tokanui au Sud-est, Fortrose sur la côte au sud-ouest et Te Peka et Waimahaka vers le Nord-ouest.

## Chemin de fer
Le 20 décembre 1911, une extension de la branche de Seaward Bush (en) à partir de la ville de Waimahaka et passant  à travers la ville de Pukewao vers celle de Tokanui fut ouverte.
Cet embranchement du chemin de fer reliait la ville de Pukewao avec la cité d’Invercargill, avec des passagers transportés dans des trains mixtes (en).
En 1951, le train mixte fut limité pour ne circuler qu’une fois par semaine, principalement pour le bénéfice des familles des employés du Département des chemins de fer (en), qui vivaient dans le secteur, les trains de marchandises continuant à fonctionner les autres jours.
Le 1er juin 1960, le service passager fut complètement interrompu et les trains à travers la ville de Pukewao, circulaient seulement pour le fret jusqu’à la fermeture officielle de la ligne le 31 mars 1966, quand le niveau du fret cessa d’être rentable pour plusieurs années.
Certains des matériels de la voie de traction peuvent toujours être aperçus à proximité de la ville de Pukewao .